# Mouna Benabderrassoul
Mouna Benabderrassoul (sinh ngày 12 tháng 5 năm 1984) là một vận động viên taekwondo người Maroc. Cô đã giành được huy chương đồng ở hạng nhẹ (-63 kg) tại Giải vô địch Taekwondo thế giới năm 2001 tại thành phố Jeju, Hàn Quốc.
Benabderrassoul đại diện cho đất nước của cô trong hạng - 67 kg tại Thế vận hội Bắc Kinh 2008.